# Список тренировочных баз чемпионата Европы по футболу 2020
Тренировочные базы, выбранные двадцатью командами, прошедшими прямую квалификацию, были объявлены УЕФА 27 января 2020 года. Базовые лагеря остальных команд, прошедших квалификацию в плей-офф, были объявлены в 2021 году.
Каждая команда выбирает тренировочную базу для своего пребывания между матчами. Команды будут тренироваться и проживать в этих местах на протяжении всего турнира, путешествуя по играм, проводимым вне их баз. В отличие от предыдущих турниров, каждая команда может разбить свой базовый лагерь в любом месте благодаря общеевропейскому формату, без каких-либо обязательств по пребыванию в какой-либо из принимающих стран.
| Команда            | Тренировочная база   | Страна базы |
| ------------------ | -------------------- | ----------- |
| Австрия            | Зефельд-ин-Тироль    | Австрия     |
| Бельгия            | Тюбиз                | Бельгия     |
| Хорватия           | Ровинь               | Хорватия    |
| Чехия              | Прага                | Чехия       |
| Дания              | Хельсингёр           | Дания       |
| Англия             | Бертон-апон-Трент    | Англия      |
| Финляндия          | Репино               | Россия      |
| Франция            | Клерфонтен-ан-Ивелин | Франция     |
| Германия           | Херцогенаурах        | Германия    |
| Венгрия            | Тельки               | Венгрия     |
| Италия             | Флоренция            | Италия      |
| Нидерланды         | Зейст                | Нидерланды  |
| Северная Македония | Бухарест             | Румыния     |
| Польша             | Сопот                | Польша      |
| Португалия         | Будапешт             | Венгрия     |
| Россия             | Химки                | Россия      |
| Шотландия          | Харворт-он-Тис       | Англия      |
| Словакия           | Санкт-Петербург      | Россия      |
| Испания            | Лас-Росас-де-Мадрид  | Испания     |
| Швеция             | Гётеборг             | Швеция      |
| Швейцария          | Rome                 | Италия      |
| Турция             | Баку                 | Азербайджан |
| Украина            | Бухарест             | Румыния     |
| Уэльс              | Баку                 | Азербайджан |

### Комментарии
1. ↑  Изначально Сент-Эндрюс, Шотландия,'"`UNIQ--ref-0000000B-QINU`"' но изменино из-за карантинных ограничений по COVID-19 в Шотландии'"`UNIQ--ref-0000000C-QINU`"'
2. ↑  Изначально Керри, Шотландия,'"`UNIQ--ref-0000000E-QINU`"' но изменино из-за карантинных ограничений по COVID-19 в Шотландии'"`UNIQ--ref-0000000F-QINU`"'
3. ↑  Изначально Портмарнок, Ирландия'"`UNIQ--ref-00000011-QINU`"'
4. ↑  Изначально Каслнок, Ирландия'"`UNIQ--ref-00000015-QINU`"''"`UNIQ--ref-00000016-QINU`"'
5. ↑  Изначально Мейнут, Ирландия'"`UNIQ--ref-00000018-QINU`"'